# Đinh Trung Thành
Đinh Trung Thành tên khai sinh là Lương Văn Nơi (sinh ngày 10 tháng 5 năm 1932) là một sĩ quan cấp cao trong Quân đội nhân dân Việt Nam, hàm Thiếu tướng, nguyên Giám đốc Trường Trung cấp Quân sự Quân khu 9, Tư lệnh Sư đoàn 4, Tham mưu phó Mặt trận 979, Hiệu trưởng Trường Quân sự Quân khu 9, Trưởng đoàn chuyên gia K5B, Phó Tư lệnh Quân khu 9 (1992-1997).